# Секки, Эдуардо
Эдуардо Секки Виньё или Эдуардо Баутиста Виньё Секки (исп. Eduardo Secchi Vigneau или Eduardo Bautista Vigneau Secchi, 25 августа 1913 — 1984) — аргентинский шахматист, международный мастер ИКЧФ (1961).
Чемпион Аргентины по переписке 1955 г. Победитель мемориала К. Портелы 1958—1961 гг.
Участник 3-го чемпионата мира по переписке.
В составе сборной Аргентины участник 7-го командного чемпионата мира по переписке (заочной олимпиады).
Участник представительного по составу международного турнира в Кордове (1960 г.). Среди участников были В. Л. Корчной, М. Е. Тайманов, Э. Элисказес, Р. Редольфи и др.

## Спортивные результаты
| Год                       | Город                                                       | Соревнование                                                | + | − | = | Результат | Место |
| ------------------------- | ----------------------------------------------------------- | ----------------------------------------------------------- | - | - | - | --------- | ----- |
| 1960                      | Кордова                                                     | Международный турнир                                        | 1 | 4 | 2 | 2 из 7    | 6     |
| СОРЕВНОВАНИЯ ПО ПЕРЕПИСКЕ |                                                             |                                                             |   |   |   |           |       |
| 1955                      | Чемпионат Аргентины                                         | Чемпионат Аргентины                                         |   |   |   |           | 1     |
| 1958—1961                 | Мемориал К. Портелы                                         | Мемориал К. Портелы                                         |   |   |   | 8½ из 11  | 1     |
| 1959—1961                 | 3-й чемпионат мира                                          | 3-й чемпионат мира                                          | 4 | 3 | 2 | 5 из 9    | 4—6   |
| 1968—1972                 | 7-й командный чемпионат мира (сборная Аргентины, ?-я доска) | 7-й командный чемпионат мира (сборная Аргентины, ?-я доска) |   |   |   | 2 из 8    |       |